# Gothpani
Gothpani (nep. गोठपानी) – gaun wikas samiti w środkowej części Nepalu w strefie Bagmati w dystrykcie Kavrepalanchok. Według nepalskiego spisu powszechnego z 2001 roku liczył on 562 gospodarstw domowych i 3000 mieszkańców (1572 kobiet i 1428 mężczyzn).